# Gaeltacht an Láir
Gaeltacht an Lair és una àrea Gaeltacht (amb predomini del gaèlic irlandès) al centre del comtat de Donegal. El centre és la vila de Baile na Finne i s'estén cap al sud fins a Gleann Colm Cille i al nord fins a Fanad i Rosguill. Té aproximadament 7.000 habitants dels quals 2.000 parlen irlandès.

## Baile na Finne
Hi ha uns 1.200 habitants dels quals 500 són parlants d'irlandès diàries.
Hi ha les següents EDs (Divisions Electorals) al voltant de Baile na Finne:
1. Baile Na Finne (296) (59%)
2. Mín An Lábáin (51) (3%)
3. Suí Corr (14) (71%)
4. Mín Charraigeach (11) (9%)
5. An Clochán (488) (38%)
6. An Ghrafaidh (192) (56%)
7. Gleann Léithín (167) (57%)

## Gleann Colmcille
Hi ha 3.000 habitants dels quals 850 parlen irlandès quotidianamente.
Hi ha les següents EDs (Divisions Electorals) al voltant de Gleann Colmcille:
1. Gleann Colmcille (689) (37%)
2. Malainn Bhig (377) (26%)
3. Cill Ghabhlaigh (374) (36%)
4. Cro Chaorach (134) (19%)
5. Cill Cartaigh (627) (22%)
6. An Leargaidh Mhor (378) (27%)
7. Inis Caoil (112) (18%)
8. Gleann Gheis (154) (16%)
9. Maol Mosog (137) (13%)
10. Ard an Ratha (52) (13%)
11. Na Gleannta (115) (13%)

## Fanad / Rosguill
Hi ha 2.500 habitants dels quals 650 parlen irlandès.
La vila de Carrig Airt és al centre de la Gaeltacht més septentrional d'Irlanda. Cobreix la major part de les àrees de Fanad i Rosguill.
Hi ha les següents EDs (Divisions Electorals) al voltant de Carrig Airt:
1. Carraig Airt (382) (17%)
2. Fanad (711) (30%)
3. Rosguill (782) (33%)
4. Creamghort (281) (20%)
5. Grianphort (19) (15%)
6. An Cheathru Chaol (20) (10%)
7. Cnoc Colbha (110) (10%)
8. Loch Caol (34) (20%)
9. An Tearmann (183) (21%)
10. Crioch na Smear (38) (13%)
11. Dun Fionnachaidh (58) (8%)
12. Caislean na dTuath (34) (2%)